# Rauðhólar (kullar i Island, Norðurland vestra)
Rauðhólar är kullar i republiken Island. De ligger i regionen Norðurland vestra, 180 km nordost om huvudstaden Reykjavík.